# Wiktor Grosz
Wiktor Grosz, właśc. Izaak (Icchak) Medres (ur. 24 lipca 1907 w Warszawie, zm. 9 stycznia 1956 tamże) – polski publicysta lewicowy, dyplomata, generał brygady ludowego Wojska Polskiego i działacz komunistyczny pochodzenia żydowskiego, członek Państwowej Komisji Bezpieczeństwa.

## Życiorys
Urodzony w rodzinie żydowskiej jako syn inżyniera elektryka Rafała Medresa (zm. 4 marca 1934). Studiował na Politechnice Warszawskiej, był absolwentem Szkoły Dziennikarstwa. Tłumaczył też z angielskiego (Grey Owl, Sejdżio i jej bobry, Historia opuszczonego szałasu, Pielgrzymi puszczy; John Reed, Dziesięć dni, które wstrząsnęły światem, używał pseudonimów Wojciech Bylina i Aleksander Dobrot). Od 1934 należał do Komunistycznej Partii Polski.
Po agresji III Rzeszy i ZSRR na Polskę znalazł się na terenie okupacji sowieckiej we Lwowie. Był sekretarzem redakcji polskojęzycznego „Czerwonego Sztandaru”, organu Lwowskiego Komitetu Obwodowego i Miejskiego Komunistycznej Partii (bolszewików) Ukrainy. Po ataku III Rzeszy na ZSRR ewakuowany do Saratowa. Współorganizator Związku Patriotów Polskich w ZSRR i 1 Polskiej Dywizji Piechoty im. Tadeusza Kościuszki. Służył w LWP w stopniu pułkownika jako politruk współpracujący z NKWD. W latach 1944–1945 pełnił funkcję szefa Głównego Zarządu Polityczno-Wychowawczego Wojska Polskiego.
Był autorem poufnej instrukcji wyznaczającej nową politykę PPR i PKWN w wojsku, w której napisał: Mamy liczne dowody zbieżności haseł głoszonych przez AK i propagandę Goebelsa, mamy liczne dowody współdziałania AK-NSZ z bandami bulbowskimi i gestapo, nie pora więc okazywać im „zrozumienie”, „szacunek” i tolerować „przywiązanie do przeszłości.
Z wojska odszedł w stopniu generała brygady. Po wojnie pracował w MSZ, kierował Departamentem Prasy. W latach 1950–1954 był ambasadorem Polski w Czechosłowacji. Współpracował z Polskim Radiem, gdzie prowadził audycję Naszym zdaniem. W latach 1954–1955 był członkiem Międzynarodowej Komisji Kontroli i Nadzoru w Kambodży. Pobyt w Kambodży opisał w książce Przygoda dyplomatyczna (PIW, 1957).
Zmarł w Warszawie. Pochowany w Alei Zasłużonych na cmentarzu Wojskowym na Powązkach (kwatera A25-tuje-16).

## Życie prywatne
Jego pierwszą żoną była Irena z domu Sznajberg (1907–1979), drugą Hanna z domu Wyszomirska (1916–1996).

## Ordery i odznaczenia
- Order Krzyża Grunwaldu II klasy
- Krzyż Komandorski Orderu Odrodzenia Polski (22 lipca 1951)[5]
- Order Krzyża Grunwaldu III klasy
- Krzyż Srebrny Orderu Virtuti Militari (1945)[6]
- Medal za Warszawę 1939–1945 (17 stycznia 1946)[7]
- Medal „Za udział w walkach o Berlin” (pośmiertnie - 1966)[8]
- Order Lenina (ZSRR)
- Order 9 września 1944 III stopnia (Bułgaria, 1948)[9]
- Krzyż Komandorski z Gwiazdą Republikańskiego Orderu Zasługi (Węgry, 1948)[10]